# Boggart
Boggart je v anglickém folklóru zlovolná bytost obývající lidské domy, pole, močály a další místa. Podobá se dalším bytostem z anglického folklóru podobného jména jako je bugbear, bogey, bogeyman, bogle a puck, ale také irskému púcovi.
V některých oblastech, například v Northumberlandu, se věří že dobrotiví ochránci domovů jako jsou brownies se mohou stát boggarty pokud jsou uraženi nebo je s nimi špatně zacházeno.

## Populární kultura
- Ve Světě Harryho Pottera je boggart (v českém překladu bubák) bytostí, která na sebe bere podobu toho čeho se člověk nejvíce bojí.
- V karetní hře Magic: The Gathering jsou boggarti druhem goblinů.
- The Boggart – fantasy román pro děti Susan Cooper z roku 1993